# Bannalgaechungia
Bannalgaechungia är ett släkte av insekter. Bannalgaechungia ingår i familjen dvärgstritar.
Kladogram enligt Catalogue of Life:
| Bannalgaechungia | \| \| Bannalgaechungia alticola \| \| \| \| \| \| Bannalgaechungia hanlasana \| \| \| \| |
|                  | \| \| Bannalgaechungia alticola \| \| \| \| \| \| Bannalgaechungia hanlasana \| \| \| \| |
|                  | Bannalgaechungia alticola                                                                |
|                  |                                                                                          |
|                  | Bannalgaechungia hanlasana                                                               |
|                  |                                                                                          |